# Biserica Sfinții Voievozi din Bengești
Biserica Sfinții Voievozi din Bengești este un ansamblu de monumente istorice aflat pe teritoriul satului Bengești, comuna Bengești-Ciocadia. În Repertoriul Arheologic Național, monumentul apare cu codul 78882.01.
Biserica a fost ridicată de familia Bengeștilor aflați în subordinea Imperiului austro-ungar (1718-1739), în vremea lui Carol al VI-lea de Austria. Lăcașul a fost ridicat pe locul unei biserici de lemn, ridicată de frații Buzești la mijlocul secolului XVI.
Ansamblul este format din două monumente:
- Biserica „Sfinții Voievozi” (cod LMI GJ-II-m-B-09231.01)
- Zid de incintă (cod LMI GJ-II-m-B-09231.02)